# Aspalathus grandiflora
Aspalathus grandiflora är en ärtväxtart som beskrevs av George Bentham. Aspalathus grandiflora ingår i släktet Aspalathus och familjen ärtväxter. Inga underarter finns listade i Catalogue of Life.